# Estació de trens de Schifflange
L'Estació de trens de Schifflange (en luxemburguès: Gare Schëffleng; en francès:  Gare de Schifflange, en alemany: Bahnhof Schifflingen) és l'estació de trens de la ciutat de Schifflange al sud-oest de Luxemburg. La companyia estatal propietària és Chemins de Fer Luxembourgeois. L'estació està situada en el ramal ferroviari de la línia 60 CFL, que connecta la ciutat de Luxemburg amb les Terres Roges al sud del país.

## Servei
Schifflange rep els serveis ferroviaris pels trens de Transport express régional (TER) amb relación a la Línia 80 CFL i Regionalbahn (RB) i Regional Express (RE) amb relació a la línia 60 CFL entre Ciutat de Luxemburg - Rodange -Athus.